# Francisco Fernández de la Oliva
Francisco Fernández de la Oliva (Valladolid, 1854 – 1893) fue un pintor paisajista tardorromántico español. Hijo del escultor Nicolás Fernández de la Oliva y hermano del también escultor Manuel Fernández de la Oliva.

## Biografía

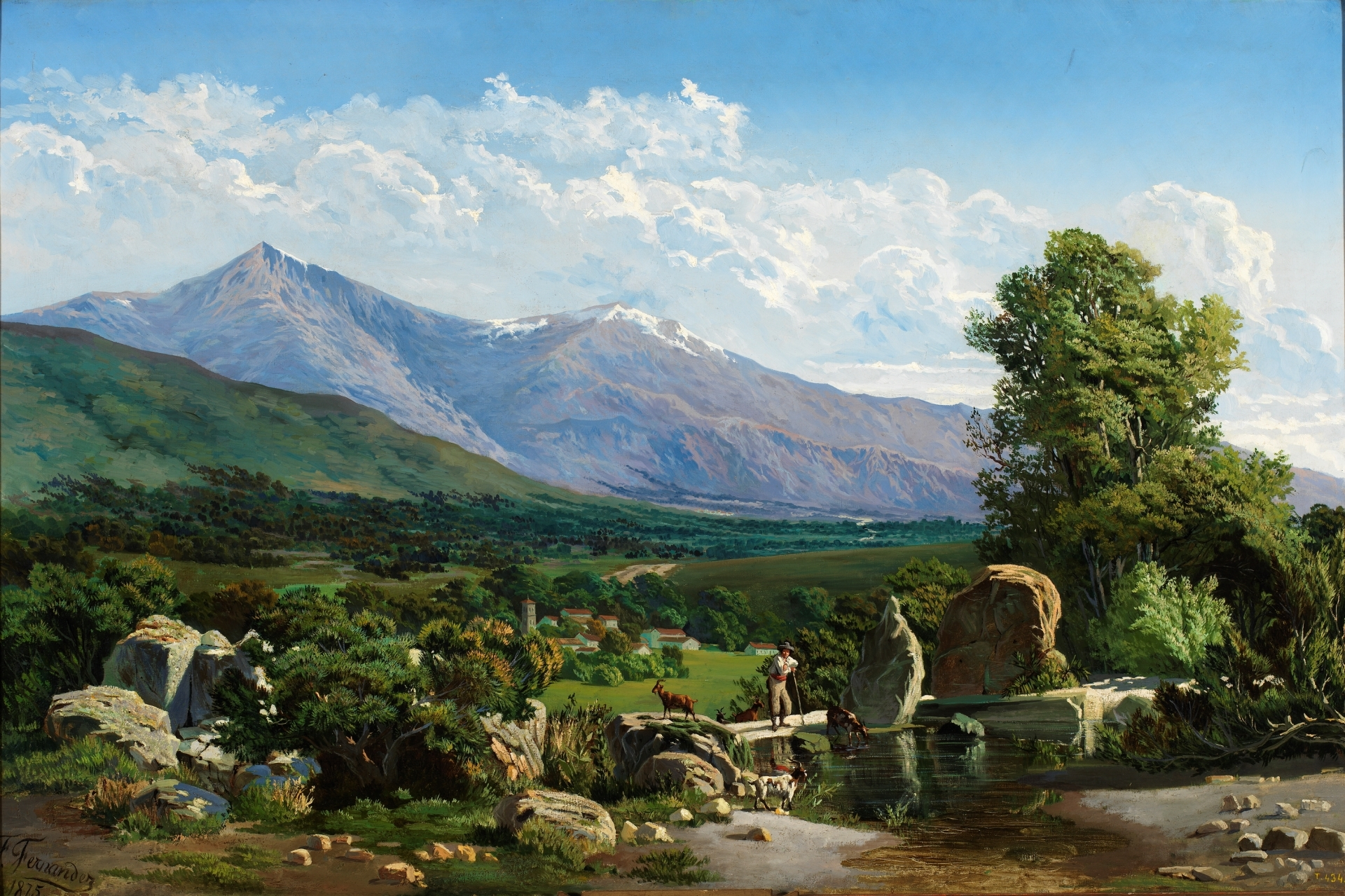
Vista de Villalba (Madrid) (1875), Museo del Prado.

Se inició en la Academia de Bellas Artes de Valladolid, institución en la que su padre era profesor de escultura. En 1872 viajó a Madrid, estudiando dos cursos en la Escuela Superior de Pintura de la Real Academia de Bellas Artes de San Fernando y se une al grupo de seguidores de Carlos de Haes. De sus excursiones plenairistas por la sierra del Guadarrama, se le conocen varios cuadros, entre ellos Valle de Villalba (1875), conservado en el Museo del Prado, Paisaje de los alrededores de Canencia (1876), y Un recuerdo de Lozoya (1879), estos en la mencionada academia pucelana.
Participó en las Exposiciones Nacionales desde 1876 a 1887.